# Bubble Bobble 4 Friends
Bubble Bobble 4 Friends (バブルボブル 4 フレンズ Baburu Boburu 4 Furenzu?, lit. "Bubble Bobble 4 Amigos") es un videojuego de plataformas creado por Taito en Japón, y publicado por ININ Games en todo el mundo. El juego forma parte de la serie arcade Bubble Bobble. Su acogida fue dispar cuando se lanzó por primera vez en Nintendo Switch, pero la versión para PlayStation 4 tuvo una mejor acogida un año después.

## Jugabilidad
El juego tiene una jugabilidad similar a la de otros títulos de la franquicia. Los personajes son modelos 3D, con solo el fondo en 2D. Los jugadores controlan dos dragones, Bub o Bob, que pueden atrapar enemigos en burbujas y reventarlas para eliminarlos de la pantalla. Al eliminar a un enemigo, se genera una fruta que se puede recolectar como recompensa para aumentar la puntuación del jugador.
El juego contiene 50 etapas diferentes que se pueden jugar en dos niveles de dificultad. Para desbloquear el nivel más difícil, el jugador debe completar primero las 50 etapas del nivel normal. También se incluye el juego arcade original Bubble Bobble, lanzado en 1986. Además, hay una función llamada "Arcade del Futuro", que solo se puede completar con diez vidas y sin continuaciones, compuesta por 100 niveles (uno en cada piso de una torre) que los jugadores pueden completar superando el piso 100.

## Lanzamiento
El juego fue lanzado para Nintendo Switch, inicialmente en Europa y Australia, el 19 de noviembre de 2019. En febrero y marzo de 2020, se lanzó, respectivamente, en Japón y los continentes americanos. Posteriormente, el 17 de noviembre de 2020 se lanzó una actualización gratuita llamada Bubble Bobble 4 Friends - The Baron is Back, junto con una versión para PlayStation 4 ese mismo día. También se lanzó una versión para Steam, llamada Bubble Bobble 4 Friends: The Baron's Workshop, fue lanzado el 30 de septiembre de 2021.

## Recepción
La versión para Switch del juego recibió críticas mixtas. En Metacritic, el juego tiene una puntuación media ponderada de 68 sobre 100, basada en 38 críticos, lo que indica "críticas mixtas o regulares". Respecto a la versión lanzada posteriormente para PlayStation 4, llamada Bubble Bobble 4 Friends: The Baron is Back, recibió 75 sobre 100 puntos en Metacritic, basado en 5 reseñas. Aunque el entorno y la jugabilidad fueron muy elogiados, el pequeño número de etapas fue señalado como punto negativo.